# 羅德島大學
羅德島大學（University of Rhode Island，縮寫：URI）是一所位于美国羅德島州南部小鎮金士頓的公立研究型大學，在普罗维登斯、納拉干西特和西格林威治还有较小的校区。该校与布朗大学并列该州两所研究型大学之一。

## 历史

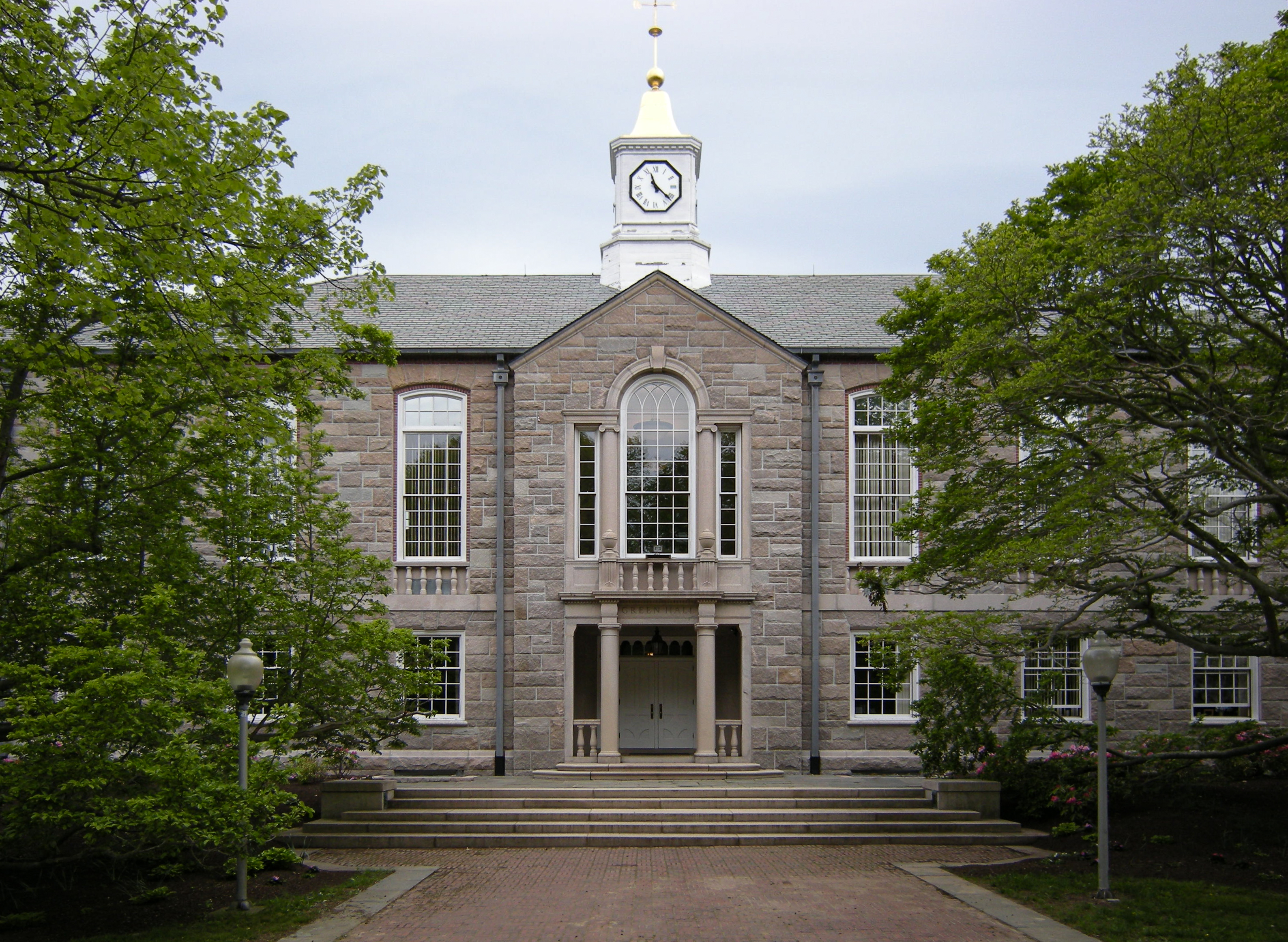
金士頓校區内的綠堂（Green Hall）

1888年開辦時該大學是羅德島州的一所農業學校和農業實驗場。
1892年，改名为羅德島農業和機械藝術學院（Rhode Island College of Agriculture and Mechanic Arts）。
1909年，改名為羅德島州立學院（Rhode Island State College）。
1951年改現名，并開始提供博士學位。

## 学术
该大学有八个学院、近100个专业，其中以护理和工程为最。

## 外部連結
- 官方网站

41°28′51″N 71°31′33″W / 41.48071°N 71.52580°W